# Campionatul European de Handbal Feminin din 2018 - Echipele
Lista de mai jos cuprinde echipele naționale care au concurat la Campionatul European de Handbal Feminin din 2018, desfășurat în Franța, între 30 noiembrie–16 decembrie 2018.
Până pe 29 octombrie 2018, fiecare antrenor a fost obligat să transmită o listă cu un lot lărgit de maximum 28 de handbaliste, din care 16 au fost apoi selectate în lotul restrâns pentru turneul final. Antrenorilor l-a fost permis să înlocuiască maxim două handbaliste în perioada competiției.
Loturile lărgite au fost anunțate de Federația Europeană de Handbal pe 30 octombrie 2018. Componența definitivă a echipelor va fi dezvăluită pe 28, 29 și 30 noiembrie 2018, la ședințele tehnice.
Numărul de selecții și de goluri este cel valabil înainte de începerea competiției, pe 30 noiembrie 2018.

## Grupa A

### Danemarca
Primele 14 jucătoare au fost anunțate pe 8 noiembrie 2018. Alte jucătoare au fost adăugate pe 14 și 17 noiembrie. În grupele preliminare, pe 2 decembrie 2018, Mathilde Hylleberg a înlocuit-o pe Stine Jørgensen, iar pe 4 decembrie 2018, Line Haugsted a înlocuit-o pe Mathilde Hylleberg. În grupele principale, pe 6 decembrie 2018, Stine Jørgensen a înlocuit-o pe Nadia Offendal.
Antrenor principal:  Klavs Bruun Jørgensen
Antrenor secund:  Lars Jørgensen
Antrenor cu portarii:  Michael Bruun
| Nr. | Post            | Nume                      | Data nașterii (vârsta) | Înălțime | Selecții | Goluri | Echipă                 |
| --- | --------------- | ------------------------- | ---------------------- | -------- | -------- | ------ | ---------------------- |
| 1   | Portar          | Sandra Toft               | 18 octombrie 1989      | 1,76 m   | 100      | 0      | Team Esbjerg           |
| 3   | Extremă stânga  | Lærke Nolsøe Pedersen     | 19 februarie 1996      | 1,64 m   | 10       | 15     | Nykøbing Falster HK    |
| 5   | Pivot           | Sarah Iversen             | 10 aprilie 1990        | 1,77 m   | 29       | 42     | Herning-Ikast Håndbold |
| 8   | Inter stânga    | Anne Mette Hansen         | 25 august 1994         | 1,84 m   | 71       | 175    | Győri Audi ETO KC      |
| 9   | Extremă stânga  | Fie Woller                | 17 septembrie 1992     | 1,76 m   | 51       | 88     | SG BBM Bietigheim      |
| 10  | Pivot           | Kathrine Heindahl         | 26 martie 1992         | 1,85 m   | 48       | 94     | Odense Håndbold        |
| 11  | Centru          | Line Haugsted             | 11 noiembrie 1994      | 1,80 m   | 32       | 45     | Viborg HK              |
| 14  | Centru          | Lotte Grigel              | 5 aprilie 1991         | 1,65 m   | 85       | 130    | Debreceni VSC          |
| 15  | Centru          | Nadia Offendal            | 22 octombrie 1994      | 1,71 m   | 6        | 12     | Odense Håndbold        |
| 17  | Pivot           | Stine Bodholt Nielsen     | 8 noiembrie 1989       | 1,76 m   | 49       | 89     | Viborg HK              |
| 18  | Inter dreapta   | Mette Tranborg            | 1 ianuarie 1996        | 1,96 m   | 48       | 130    | Odense Håndbold        |
| 19  | Extremă dreapta | Mathilde Hylleberg        | 1 decembrie 1998       | 1,68 m   | 0        | 0      | TTH Holstebro          |
| 23  | Centru          | Kristina Jørgensen        | 17 ianuarie 1998       | 1,86 m   | 16       | 12     | Viborg HK              |
| 25  | Extremă dreapta | Trine Østergaard Jensen   | 17 octombrie 1991      | 1,65 m   | 96       | 141    | Odense Håndbold        |
| 28  | Inter stânga    | Stine Jørgensen (căpitan) | 3 septembrie 1990      | 1,80 m   | 131      | 428    | Odense Håndbold        |
| 31  | Inter dreapta   | Anne Cecilie De La Cour   | 8 decembrie 1993       | 1,80 m   | 22       | 28     | København Håndbold     |
| 32  | Centru          | Mie Højlund               | 24 octombrie 1997      | 1,73 m   | 10       | 12     | Odense Håndbold        |
| 40  | Portar          | Althea Reinhardt          | 8 septembrie 1996      | 1,84 m   | 32       | 0      | Odense Håndbold        |

### Polonia
Echipa a fost anunțată pe 8 noiembrie 2018. În grupele preliminare, pe 4 decembrie 2018, Ewa Urtnowska a înlocuit-o pe Sylwia Lisewska.
Antrenor principal:  Leszek Krowicki
Antrenor secund:  Adrian Struzik
| Nr. | Post            | Nume                            | Data nașterii (vârsta) | Înălțime | Selecții | Goluri | Echipă                    |
| --- | --------------- | ------------------------------- | ---------------------- | -------- | -------- | ------ | ------------------------- |
| 7   | Extremă dreapta | Aneta Łabuda                    | 7 ianuarie 1995        | 1,60 m   | 26       | 28     | MKS Lublin                |
| 8   | Inter dreapta   | Monika Kobylińska               | 9 aprilie 1995         | 1,77 m   | 50       | 141    | TuS Metzingen             |
| 10  | Centru          | Romana Roszak                   | 1 octombrie 1994       | 1,75 m   | 30       | 59     | AZS Politechnika Koszalin |
| 11  | Extremă stânga  | Kinga Grzyb                     | 12 ianuarie 1982       | 1,68 m   | 250      | 669    | MKS Zagłębie Lubin        |
| 12  | Portar          | Weronika Gawlik                 | 12 octombrie 1986      | 1,80 m   | 80       | 4      | MKS Lublin                |
| 13  | Pivot           | Sylwia Matuszczyk               | 11 iunie 1992          | 1,72 m   | 7        | 7      | MKS Lublin                |
| 14  | Inter stânga    | Karolina Kudłacz-Gloc (căpitan) | 17 ianuarie 1985       | 1,77 m   | 177      | 904    | SG BBM Bietigheim         |
| 15  | Extremă dreapta | Katarzyna Janiszewska           | 26 octombrie 1995      | 1,68 m   | 57       | 81     | SV Union Halle-Neustadt   |
| 16  | Portar          | Adrianna Płaczek                | 10 decembrie 1993      | 1,74 m   | 32       | 0      | Fleury Loiret HB          |
| 18  | Inter dreapta   | Aleksandra Zych                 | 28 iulie 1993          | 1,86 m   | 60       | 60     | Metz Handball             |
| 20  | Pivot           | Joanna Drabik                   | 28 octombrie 1993      | 1,80 m   | 66       | 112    | Siófok KC                 |
| 22  | Inter stânga    | Aleksandra Rosiak               | 7 iulie 1997           | 1,82 m   | 10       | 7      | MKS Lublin                |
| 24  | Portar          | Joanna Wołoszyk                 | 19 ianuarie 1995       | 1,84 m   | 26       | 12     | Pogoń Baltica Szczecin    |
| 31  | Inter stânga    | Sylwia Lisewska                 | 31 mai 1986            | 1,84 m   | 35       | 71     | CS Minaur Baia Mare       |
| 66  | Pivot           | Joanna Szarawaga                | 2 aprilie 1994         | 1,85 m   | 26       | 33     | MKS Lublin                |
| 89  | Centru          | Kinga Achruk                    | 9 ianuarie 1989        | 1,81 m   | 175      | 481    | MKS Lublin                |
| 90  | Extremă stânga  | Bogna Sobiech                   | 25 martie 1990         | 1,68 m   | 6        | 6      | HSG Bensheim/Auerbach     |
| 92  | Inter dreapta   | Ewa Urtnowska                   | 18 ianuarie 1992       | 1,85 m   | 36       | 36     | MKS Lublin                |

### Serbia
O echipă preliminară de 19 jucătoare a fost anunțată pe 13 noiembrie. Pe 30 noiembrie a fost anunțată echipa finală. În grupele principale, pe 12 decembrie 2018, Marina Pantić a înlocuit-o pe Katarina Tomašević.
Antrenor principal:  Ljubomir Obradović
Antrenor secund:  Živojin Maksić
| Nr. | Post            | Nume                            | Data nașterii (vârsta) | Înălțime | Selecții | Goluri | Echipă                  |
| --- | --------------- | ------------------------------- | ---------------------- | -------- | -------- | ------ | ----------------------- |
| 2   | Extremă stânga  | Sanja Radosavljević             | 15 ianuarie 1994       | 1,70 m   | 54       | 134    | GVM Europe-Vác          |
| 3   | Extremă dreapta | Katarina Krpež Slezak (căpitan) | 2 mai 1988             | 1,68 m   | 136      | 337    | ÉRD                     |
| 7   | Centru          | Andrea Lekić                    | 6 septembrie 1987      | 1,78 m   | 102      | 520    | CSM București           |
| 8   | Inter dreapta   | Dijana Števin                   | 23 octombrie 1986      | 1,78 m   | 79       | 138    | HBC Celles-sur-Belle    |
| 9   | Inter dreapta   | Jelena Lavko                    | 6 iulie 1991           | 1,84 m   | 91       | 165    | ÉRD                     |
| 14  | Extremă dreapta | Željka Nikolić                  | 12 iulie 1991          | 1,68 m   | 28       | 23     | SCM Craiova             |
| 18  | Centru          | Tamara Radojević                | 6 septembrie 1992      | 1,72 m   | 50       | 99     | Kisvárdai KC            |
| 20  | Pivot           | Slađana Pop-Lazić               | 26 iulie 1988          | 1,78 m   | 79       | 141    | Brest Bretagne Handball |
| 21  | Extremă stânga  | Dijana Radojević                | 2 aprilie 1990         | 1,70 m   | 36       | 51     | Chambray Touraine HB    |
| 24  | Centru          | Aleksandra Vukajlović           | 7 iunie 1997           | 1,70 m   | 8        | 25     | Békéscsabai Előre NKSE  |
| 27  | Portar          | Katarina Tomašević              | 6 februarie 1984       | 1,77 m   | 88       | 2      | Dunaújvárosi KKA        |
| 33  | Inter stânga    | Jovana Stoiljković              | 30 septembrie 1988     | 1,82 m   | 81       | 193    | Brest Bretagne Handball |
| 72  | Pivot           | Dragana Cvijić                  | 15 martie 1990         | 1,84 m   | 84       | 224    | CSM București           |
| 88  | Portar          | Marina Pantić                   | 28 octombrie 1988      | 1,83 m   | 9        | 0      | Le Havre AC             |
| 90  | Portar          | Marija Čolić                    | 12 aprilie 1990        | 1,73 m   | 25       | 1      | OGC Nice HB             |
| 99  | Inter dreapta   | Marina Dmitrović                | 23 martie 1985         | 1,85 m   | 99       | 169    | Corona Brașov           |

### Suedia
Echipa a fost anunțată pe 30 octombrie 2018. Pe 19 noiembrie 2018, Mikaela Mässing a înlocuit-o pe Johanna Westberg, care a ratat turneul din motive personale. În grupele principale, pe 6 decembrie 2018, Elin Hallagård a înlocuit-o pe Mathilda Lundström, iar pe 9 decembrie 2018, Mathilda Lundström a înlocuit-o pe Daniela Gustin după accidentarea acesteia.
Antrenor principal:  Henrik Signell
Antrenor secund:  Jan Ekman
| Nr. | Post            | Nume               | Data nașterii (vârsta) | Înălțime | Selecții | Goluri | Echipă                  |
| --- | --------------- | ------------------ | ---------------------- | -------- | -------- | ------ | ----------------------- |
| 1   | Portar          | Johanna Bundsen    | 3 iunie 1991           | 1,85 m   | 74       | 0      | København Håndbold      |
| 4   | Extremă stânga  | Olivia Mellegård   | 17 iunie 1996          | 1,78 m   | 34       | 68     | IK Sävehof              |
| 6   | Centru          | Carin Strömberg    | 10 iulie 1993          | 1,84 m   | 58       | 45     | Viborg HK               |
| 7   | Pivot           | Linn Blohm         | 20 mai 1992            | 1,80 m   | 77       | 183    | København Håndbold      |
| 8   | Inter stânga    | Jamina Roberts     | 28 mai 1990            | 1,76 m   | 140      | 281    | Randers HK              |
| 9   | Extremă stânga  | Louise Sand        | 27 decembrie 1992      | 1,64 m   | 96       | 208    | Fleury Loiret HB        |
| 10  | Extremă dreapta | Mathilda Lundström | 20 decembrie 1996      | 1,64 m   | 9        | 10     | Skuru IK                |
| 11  | Extremă dreapta | Daniela Gustin     | 11 mai 1994            | 1,81 m   | 25       | 47     | SG BBM Bietigheim       |
| 12  | Portar          | Filippa Idéhn      | 15 august 1990         | 1,83 m   | 96       | 2      | Brest Bretagne Handball |
| 19  | Pivot           | Anna Lagerquist    | 16 octombrie 1993      | 1,73 m   | 32       | 44     | Nykøbing Falster HK     |
| 20  | Centru          | Isabelle Gulldén   | 29 iunie 1989          | 1,77 m   | 193      | 760    | Brest Bretagne Handball |
| 22  | Inter dreapta   | Hanna Blomstrand   | 25 august 1996         | 1,73 m   | 37       | 63     | København Håndbold      |
| 24  | Inter dreapta   | Nathalie Hagman    | 19 iulie 1991          | 1,67 m   | 127      | 381    | CSM București           |
| 25  | Inter stânga    | Mikaela Mässing    | 13 martie 1994         | 1,88 m   | 4        | 20     | H 65 Höör               |
| 26  | Centru          | Elin Hallagård     | 4 ianuarie 1989        | 1,80 m   | 1        | 0      | IK Sävehof              |
| 27  | Inter stânga    | Sabina Jacobsen    | 27 martie 1989         | 1,80 m   | 121      | 134    | CSM București           |
| 29  | Inter stânga    | Jenny Alm          | 10 aprilie 1989        | 1,84 m   | 114      | 265    | København Håndbold      |

## Grupa B

### Franța
O echipă de 24 de jucătoare a fost anunțată pe 31 octombrie 2018. Echipa finală a fost făcută publică pe 26 noiembrie 2018. În grupele principale, pe 12 decembrie 2018, Gnonsiane Niombla a înlocuit-o pe Kalidiatou Niakaté.
Antrenor principal:  Olivier Krumbholz
Antrenor secund:  Sébastien Gardillou
Antrenor secund:  Pierre Terzi
| Nr. | Post            | Nume                     | Data nașterii (vârsta) | Înălțime | Selecții | Goluri | Echipă              |
| --- | --------------- | ------------------------ | ---------------------- | -------- | -------- | ------ | ------------------- |
| 1   | Portar          | Laura Glauser            | 20 august 1993         | 1,78 m   | 65       | 0      | Metz Handball       |
| 4   | Extremă dreapta | Pauline Coatanea         | 6 iulie 1993           | 1,65 m   | 5        | 2      | Brest Bretagne HB   |
| 5   | Inter dreapta   | Camille Ayglon           | 21 mai 1985            | 1,80 m   | 251      | 531    | Nantes HB           |
| 7   | Centru          | Allison Pineau           | 2 mai 1989             | 1,81 m   | 220      | 548    | Brest Bretagne HB   |
| 9   | Pivot           | Astride N'Gouan          | 9 iulie 1991           | 1,87 m   | 19       | 10     | Metz Handball       |
| 10  | Centru          | Grâce Zaadi              | 7 iulie 1993           | 1,71 m   | 92       | 114    | Metz Handball       |
| 12  | Portar          | Amandine Leynaud         | 2 mai 1988             | 1,78 m   | 217      | 2      | Győri Audi ETO KC   |
| 13  | Extremă stânga  | Manon Houette            | 2 iulie 1992           | 1,68 m   | 75       | 178    | Metz Handball       |
| 14  | Inter stânga    | Kalidiatou Niakaté       | 15 martie 1995         | 1,77 m   | 21       | 31     | Nantes HB           |
| 17  | Extremă stânga  | Siraba Dembélé (căpitan) | 28 iunie 1986          | 1,72 m   | 260      | 798    | Toulon Saint-Cyr HB |
| 18  | Inter dreapta   | Jannela Blonbou          | 4 octombrie 1998       | 1,76 m   | 2        | 4      | OGC Nice HB         |
| 20  | Inter dreapta   | Laura Flippes            | 13 decembrie 1994      | 1,71 m   | 38       | 54     | Metz Handball       |
| 21  | Centru          | Orlane Kanor             | 16 iunie 1997          | 1,78 m   | 14       | 17     | Metz Handball       |
| 24  | Pivot           | Béatrice Edwige          | 3 octombrie 1988       | 1,82 m   | 76       | 39     | Metz Handball       |
| 26  | Pivot           | Pauletta Foppa           | 22 decembrie 2000      | 1,77 m   | 0        | 0      | Brest Bretagne HB   |
| 27  | Centru          | Estelle Nze Minko        | 11 august 1991         | 1,78 m   | 87       | 164    | Siófok KC           |
| 29  | Inter stânga    | Gnonsiane Niombla        | 9 iulie 1990           | 1,72 m   | 91       | 210    | Metz Handball       |
| 64  | Inter dreapta   | Alexandra Lacrabère      | 27 aprilie 1987        | 1,77 m   | 214      | 717    | Fleury Loiret HB    |
| 94  | Portar          | Catherine Gabriel        | 4 septembrie 1994      | 1,72 m   | 6        | 0      | Nantes HB           |

### Muntenegru
Echipa a fost anunțată pe 9 noiembrie 2018.
Antrenor principal:  Per Johansson
Antrenor secund:  Adrian Vasile
Antrenor cu portarii:  Novak Ristović
| Nr. | Post            | Nume               | Data nașterii (vârsta) | Înălțime | Selecții | Goluri | Echipă        |
| --- | --------------- | ------------------ | ---------------------- | -------- | -------- | ------ | ------------- |
| 1   | Portar          | Marina Rajčić      | 24 august 1993         | 1,78 m   | 105      | 0      | ŽRK Budućnost |
| 4   | Extremă dreapta | Jovanka Radičević  | 23 octombrie 1986      | 1,69 m   | 142      | 767    | CSM București |
| 9   | Inter stânga    | Đurđina Jauković   | 24 februarie 1997      | 1,85 m   | 47       | 126    | ŽRK Budućnost |
| 10  | Centru          | Anđela Bulatović   | 15 ianuarie 1987       | 1,75 m   | 81       | 73     | ŽRK Budućnost |
| 15  | Inter dreapta   | Andrea Klikovac    | 6 mai 1991             | 1,80 m   | 60       | 26     | Kisvárdai KC  |
| 16  | Portar          | Ljubica Nenezić    | 15 ianuarie 1997       | 1,79 m   | 12       | 0      | Kastamonu GSK |
| 23  | Extremă dreapta | Dijana Ujkić       | 5 iulie 1996           | 1,72 m   | 19       | 25     | ŽRK Budućnost |
| 27  | Inter dreapta   | Sanja Premović     | 27 noiembrie 1992      | 1,82 m   | 20       | 4      | ŽRK Budućnost |
| 32  | Inter dreapta   | Katarina Bulatović | 15 noiembrie 1984      | 1,90 m   | 78       | 442    | ŽRK Budućnost |
| 34  | Pivot           | Tatjana Brnović    | 9 noiembrie 1998       | 1,83 m   | 13       | 22     | ŽRK Budućnost |
| 55  | Extremă stânga  | Ivona Pavićević    | 21 aprilie 1996        | 1,67 m   | 33       | 18     | ŽRK Budućnost |
| 66  | Pivot           | Ema Ramusović      | 28 noiembrie 1996      | 1,86 m   | 41       | 31     | ŽRK Budućnost |
| 77  | Extremă stânga  | Majda Mehmedović   | 25 mai 1990            | 1,69 m   | 101      | 243    | CSM București |
| 80  | Centru          | Jelena Despotović  | 30 aprilie 1994        | 1,83 m   | 63       | 47     | Debreceni VSC |
| 90  | Centru          | Milena Raičević    | 12 martie 1990         | 1,84 m   | 138      | 426    | ŽRK Budućnost |
| 96  | Extremă stânga  | Itana Grbić        | 1 septembrie 1996      | 1,69 m   | 32       | 38     | ŽRK Budućnost |

### Rusia
O echipă preliminară de 22 de jucătoare a fost anunțată pe 8 noiembrie. Echipa finală a fost făcută publică pe 26 noiembrie 2018.
Antrenor principal:  Evgheni Trefilov
Antrenor secund:  Aleksei Alexeev
Antrenor cu portarii:  Liubov Kaliaeva
| Nr. | Post            | Nume                     | Data nașterii (vârsta) | Înălțime | Selecții | Goluri | Echipă            |
| --- | --------------- | ------------------------ | ---------------------- | -------- | -------- | ------ | ----------------- |
| 1   | Portar          | Anna Sedoikina           | 1 august 1984          | 1,84 m   | 134      | 4      | Rostov-Don        |
| 2   | Extremă stânga  | Polina Kuznețova         | 10 iunie 1987          | 1,68 m   | 136      | 372    | Rostov-Don        |
| 6   | Inter stânga    | Anna Kocetova            | 4 mai 1987             | 1,78 m   | 68       | 210    | GK Astrahanocika  |
| 7   | Centru          | Daria Dmitrieva          | 9 august 1995          | 1,78 m   | 87       | 279    | GK Lada           |
| 8   | Inter stânga    | Anna Sen                 | 3 decembrie 1990       | 1,86 m   | 126      | 297    | Rostov-Don        |
| 13  | Extremă dreapta | Anna Viahireva           | 13 martie 1995         | 1,68 m   | 71       | 302    | Rostov-Don        |
| 15  | Extremă dreapta | Marina Sudakova          | 17 februarie 1989      | 1,64 m   | 88       | 158    | Rostov-Don        |
| 18  | Extremă stânga  | Daria Samohina           | 12 august 1992         | 1,75 m   | 35       | 111    | GK Astrahanocika  |
| 19  | Pivot           | Ksenia Makeeva           | 19 septembrie 1990     | 1,85 m   | 115      | 213    | Rostov-Don        |
| 34  | Centru          | Elizaveta Malașenko      | 26 februarie 1996      | 1,86 m   | 125      | 247    | Rostov-Don        |
| 36  | Extremă dreapta | Iulia Managarova         | 27 septembrie 1988     | 1,67 m   | 20       | 62     | Rostov-Don        |
| 39  | Inter dreapta   | Antonina Skorobogatcenko | 14 februarie 1999      | 1,82 m   | 22       | 59     | Kuban Krasnodar   |
| 44  | Portar          | Kira Trusova             | 28 iunie 1994          | 1,82 m   | 20       | 1      | GK Astrahanocika  |
| 70  | Pivot           | Maia Petrova             | 26 mai 1982            | 1,77 m   | 77       | 86     | Rostov-Don        |
| 77  | Centru          | Iaroslava Frolova        | 18 mai 1997            | 1,78 m   | 16       | 18     | Kuban Krasnodar   |
| 78  | Inter dreapta   | Irina Snopova            | 7 iunie 1995           | 1,82 m   | 6        | 6      | GK Astrahanocika  |
|     | Centru          | Irina Nikitina           | 21 martie 1990         | 1,78 m   | 5        | 1      | Zvezda Zvenigorod |
|     | Inter stânga    | Ekaterina Barkalova      | 5 iunie 1995           | 1,82 m   | 3        | 1      | Kuban Krasnodar   |

### Slovenia
O echipă de 20 de jucătoare a fost anunțată pe 12 noiembrie 2018. Echipa finală a fost făcută publică pe 30 noiembrie 2018. În grupele preliminare, pe 4 decembrie 2018, Taja Čajko a înlocuit-o pe Lea Krajnc.
Antrenor principal:  Uroš Bregar
Antrenor secund:  Salvador Kranjčič
Antrenor cu portarii:  Branka Jovanović
| Nr. | Post            | Nume               | Data nașterii (vârsta) | Înălțime | Selecții | Goluri | Echipă                   |
| --- | --------------- | ------------------ | ---------------------- | -------- | -------- | ------ | ------------------------ |
| 1   | Portar          | Branka Zec         | 30 octombrie 1986      | 1,79 m   | 50       | 0      | Frisch Auf Göppingen     |
| 6   | Inter dreapta   | Ana Gros (căpitan) | 21 ianuarie 1991       | 1,86 m   | 89       | 377    | Brest Bretagne HB        |
| 7   | Pivot           | Taja Čajko         | 27 iulie 1993          | 1,78 m   | 2        | 0      | ŽRK Mlinotest Ajdovščina |
| 8   | Inter stânga    | Lea Krajnc         | 1 aprilie 1993         | 1,75 m   | 23       | 15     | RK Zagorje               |
| 9   | Centru          | Nina Žabjek        | 4 martie 1998          | 1,78 m   | 10       | 4      | RK Krim                  |
| 10  | Inter stânga    | Tjaša Stanko       | 5 noiembrie 1997       | 1,73 m   | 48       | 99     | RK Krim                  |
| 11  | Inter stânga    | Ana Abina          | 30 iulie 1997          | 1,75 m   | 24       | 18     | ŽRK Krka                 |
| 13  | Extremă stânga  | Polona Barič       | 15 mai 1992            | 1,66 m   | 20       | 28     | RK Krim                  |
| 14  | Extremă stânga  | Tamara Mavsar      | 1 aprilie 1991         | 1,73 m   | 63       | 53     | RK Krim                  |
| 15  | Pivot           | Teja Ferfolja      | 20 septembrie 1991     | 1,83 m   | 45       | 36     | PAOK HC                  |
| 16  | Portar          | Maja Vojnović      | 26 ianuarie 1998       | 1,80 m   | 10       | 0      | RK Krim                  |
| 18  | Centru          | Nina Zulić         | 4 decembrie 1995       | 1,70 m   | 25       | 42     | RK Krim                  |
| 19  | Extremă dreapta | Jasmina Pišek      | 24 mai 1996            | 1,66 m   | 2        | 4      | ŽRK Z'dežele             |
| 23  | Inter stânga    | Hana Vučko         | 14 noiembrie 1998      | 1,75 m   | 11       | 3      | RK Krim                  |
| 32  | Pivot           | Lina Krhlikar      | 29 iunie 1989          | 1,84 m   | 56       | 91     | Frisch Auf Göppingen     |
| 41  | Pivot           | Aneja Beganović    | 11 septembrie 1997     | 1,77 m   | 22       | 30     | RK Krim                  |
| 71  | Extremă stânga  | Ines Amon          | 13 iulie 1992          | 1,71 m   | 25       | 44     | RK Krim                  |

## Grupa C

### Croația
Echipa a fost anunțată pe 6 noiembrie 2018.
Antrenor principal:  Nenad Šoštarić
Antrenor secund:  Snježana Petika
Antrenor cu portarii:  Matija Bilušić
| Nr. | Post            | Nume                 | Data nașterii (vârsta) | Înălțime | Selecții | Goluri | Echipă                 |
| --- | --------------- | -------------------- | ---------------------- | -------- | -------- | ------ | ---------------------- |
| 3   | Extremă stânga  | Paula Posavec        | 26 august 1996         | 1,70 m   | 26       | 23     | RK Lokomotiva Zagreb   |
| 4   | Extremă stânga  | Kristina Plahinek    | 18 decembrie 1992      | 1,64 m   | 12       | 18     | RK Lokomotiva Zagreb   |
| 7   | Centru          | Dora Krsnik          | 19 ianuarie 1992       | 1,70 m   | 19       | 19     | RK Krim                |
| 8   | Centru          | Stela Posavec        | 26 august 1996         | 1,68 m   | 12       | 26     | RK Lokomotiva Zagreb   |
| 10  | Inter dreapta   | Dejana Milosavljević | 23 noiembrie 1994      | 1,73 m   | 0        | 0      | RK Podravka            |
| 12  | Portar          | Ivana Kapitanović    | 17 septembrie 1994     | 1,83 m   | 28       | 4      | Metz Handball          |
| 13  | Inter dreapta   | Ana Turk             | 29 iunie 1989          | 1,69 m   | 20       | 27     | RK Podravka            |
| 14  | Inter stânga    | Larissa Kalaus       | 24 iunie 1996          | 1,73 m   | 8        | 24     | RK Lokomotiva Zagreb   |
| 17  | Pivot           | Katarina Ježić       | 19 decembrie 1992      | 1,73 m   | 60       | 117    | Siófok KC              |
| 18  | Centru          | Selena Milošević     | 9 iunie 1989           | 1,75 m   | 10       | 7      | RK Podravka            |
| 22  | Extremă dreapta | Lea Vukojević        | 6 aprilie 1993         | 1,74 m   | 4        | 10     | ŽRK Zrinski            |
| 30  | Inter dreapta   | Ivana Dežić          | 27 iulie 1994          | 1,79 m   | 4        | 4      | Pogoń Baltica Szczecin |
| 31  | Pivot           | Ana Debelić          | 9 ianuarie 1994        | 1,83 m   | 22       | 21     | RK Podravka            |
| 46  | Inter stânga    | Marina Glavan        | 4 iunie 1991           | 1,80 m   | 6        | 7      | RK Lokomotiva Zagreb   |
| 77  | Centru          | Valentina Blažević   | 14 februarie 1994      | 1,70 m   | 22       | 22     | Pogoń Baltica Szczecin |
| 88  | Inter stânga    | Kristina Prkačin     | 21 octombrie 1997      | 1,83 m   | 2        | 1      | RK Lokomotiva Zagreb   |
| 91  | Portar          | Tea Pijević          | 18 noiembrie 1991      | 1,72 m   | 10       | 0      | RK Lokomotiva Zagreb   |
|     | Portar          | Antonija Tucaković   | 9 mai 1992             | 1,72 m   | 2        | 0      | RK Podravka            |

### Spania
Echipa a fost anunțată pe 6 noiembrie 2018. În grupele principale, Sara Gil a înlocuit-o pe Jennifer Gutiérrez Bermejo după accidentarea acesteia.
Antrenor principal:  Carlos Viver
Antrenor secund:  José Ignacio Prades
Antrenor cu portarii:  Vicente Álamo
| Nr. | Post            | Nume                       | Data nașterii (vârsta) | Înălțime | Selecții | Goluri | Echipă                  |
| --- | --------------- | -------------------------- | ---------------------- | -------- | -------- | ------ | ----------------------- |
| 4   | Extremă dreapta | Carmen Martín              | 29 mai 1988            | 1,72 m   | 207      | 707    | OGC Nice HB             |
| 8   | Centru          | Silvia Arderíus            | 11 iulie 1990          | 1,68 m   | 17       | 19     | BM Bera Bera            |
| 10  | Inter stânga    | Elisabet Cesáreo           | 25 mai 1999            | 1,77 m   | 2        | 0      | BM Aula                 |
| 12  | Portar          | Silvia Navarro             | 20 martie 1979         | 1,67 m   | 182      | 4      | BM Remudas              |
| 16  | Portar          | Mercedes Castellanos       | 21 iulie 1988          | 1,83 m   | 23       | 1      | BM Bera Bera            |
| 17  | Extremă stânga  | Jennifer Gutiérrez Bermejo | 20 februarie 1995      | 1,69 m   | 24       | 60     | CB Atlético Guardés     |
| 19  | Pivot           | Paula García Ávila         | 24 martie 1997         | 1,80 m   | 26       | 35     | CS Gloria 2018          |
| 25  | Centru          | Nerea Pena                 | 13 decembrie 1989      | 1,75 m   | 135      | 434    | FTC-Rail Cargo Hungaria |
| 27  | Inter stânga    | Lara González Ortega       | 22 februarie 1992      | 1,84 m   | 100      | 112    | ESBF Besançon           |
| 30  | Extremă stânga  | Soledad López              | 4 aprilie 1992         | 1,62 m   | 0        | 0      | BM Málaga               |
| 34  | Centru          | Alicia Fernández Fraga     | 21 decembrie 1992      | 1,72 m   | 13       | 26     | SCM Râmnicu Vâlcea      |
| 37  | Inter stânga    | Ana Isabel Martínez        | 7 decembrie 1991       | 1,72 m   | 26       | 16     | Club Balonmano Elche    |
| 39  | Inter dreapta   | Almudena Rodríguez         | 9 noiembrie 1993       | 1,75 m   | 37       | 58     | CS Gloria 2018          |
| 44  | Pivot           | Ainhoa Hernández           | 27 aprilie 1994        | 1,80 m   | 56       | 54     | Prosetecnisa Zuazo      |
| 50  | Extremă stânga  | Sara Gil                   | 25 octombrie 1994      | 1,70 m   | 4        | 12     | BM Porriño              |
| 57  | Extremă dreapta | Paula Valdivia             | 23 decembrie 1995      | 1,65 m   | 10       | 16     | Prosetecnisa Zuazo      |
| 99  | Inter dreapta   | Mireya González            | 18 iulie 1991          | 1,78 m   | 52       | 82     | Siófok KC               |

### Țările de Jos
O echipă preliminară de 22 de jucătoare a fost anunțată pe 26 octombrie 2018. Danick Snelder a ratat turneul final din cauza unei accidentări la spate. Echipa finală a fost făcută publică cinci zile mai târziu. În grupele principale Dione Housheer a înlocuit-o pe Angela Malestein, Malestein a înlocuit-o pe Housheer în timpul semifinalei, iar Inger Smits a înlocuit-o pe Martine Smeets în finală.
Antrenor principal:  Helle Thomsen
Antrenor secund:  Lene Rantala
| Nr. | Post            | Nume                  | Data nașterii (vârsta) | Înălțime | Selecții | Goluri | Echipă                        |
| --- | --------------- | --------------------- | ---------------------- | -------- | -------- | ------ | ----------------------------- |
| 5   | Inter stânga    | Jessy Kramer          | 16 februarie 1990      | 1,77 m   | 120      | 91     | Toulon Saint-Cyr HB           |
| 6   | Inter dreapta   | Laura van der Heijden | 27 iunie 1990          | 1,72 m   | 188      | 588    | SG BBM Bietigheim             |
| 7   | Extremă dreapta | Debbie Bont           | 9 decembrie 1990       | 1,74 m   | 144      | 281    | København Håndbold            |
| 8   | Inter stânga    | Lois Abbingh          | 13 august 1992         | 1,77 m   | 129      | 568    | Rostov-Don                    |
| 11  | Centru          | Lynn Knippenborg      | 7 ianuarie 1992        | 1,75 m   | 91       | 118    | TTH Holstebro                 |
| 14  | Inter stânga    | Delaila Amega         | 21 septembrie 1997     | 1,70 m   | 11       | 17     | TuS Metzingen                 |
| 17  | Centru          | Nycke Groot           | 4 mai 1988             | 1,75 m   | 133      | 417    | Győri Audi ETO KC             |
| 18  | Inter stânga    | Kelly Dulfer          | 21 martie 1994         | 1,86 m   | 90       | 66     | København Håndbold            |
| 19  | Pivot           | Merel Freriks         | 6 ianuarie 1998        | 1,75 m   | 6        | 13     | HSG Bensheim/Auerbach         |
| 20  | Inter stânga    | Inger Smits           | 17 septembrie 1994     | 1,79 m   | 16       | 11     | TTH Holstebro                 |
| 24  | Extremă stânga  | Martine Smeets        | 5 mai 1990             | 1,72 m   | 88       | 160    | Molde HK                      |
| 25  | Inter dreapta   | Charris Rozemalen     | 16 aprilie 1991        | 1,75 m   | 15       | 21     | SG BBM Bietigheim             |
| 26  | Extremă dreapta | Angela Malestein      | 31 ianuarie 1993       | 1,73 m   | 122      | 243    | SG BBM Bietigheim             |
| 27  | Inter dreapta   | Dione Housheer        | 26 septembrie 1999     | 1,79 m   | 7        | 14     | Nykøbing Falster Håndboldklub |
| 30  | Portar          | Rinka Duijndam        | 6 august 1997          | 1,73 m   | 4        | 0      | Borussia Dortmund             |
| 33  | Portar          | Tess Wester           | 19 mai 1993            | 1,78 m   | 82       | 7      | Odense Håndbold               |
| 79  | Inter stânga    | Estavana Polman       | 5 august 1992          | 1,74 m   | 121      | 418    | Team Esbjerg                  |

### Ungaria
Echipa a fost anunțată pe 13 noiembrie 2018. În grupele preliminare Laura Szabó a înlocuit-o pe Rita Lakatos, iar Lakatos a înlocuit-o pe Babett Szalai în grupele principale.
Antrenor principal:  Kim Rasmussen
Antrenor secund:  Beáta Siti
Antrenor secund:  István Bakos
| Nr. | Post            | Nume                      | Data nașterii (vârsta) | Înălțime | Selecții | Goluri | Echipă                  |
| --- | --------------- | ------------------------- | ---------------------- | -------- | -------- | ------ | ----------------------- |
| 4   | Pivot           | Petra Tóvizi              | 15 martie 1999         | 1,74 m   | 0        | 0      | Debreceni VSC           |
| 6   | Extremă stânga  | Nadine Schatzl            | 19 noiembrie 1993      | 1,73 m   | 37       | 91     | FTC-Rail Cargo Hungaria |
| 8   | Centru          | Anikó Kovacsics (căpitan) | 29 august 1991         | 1,70 m   | 106      | 216    | FTC-Rail Cargo Hungaria |
| 11  | Centru          | Babett Szalai             | 21 februarie 1990      | 1,75 m   | 2        | 0      | Dunaújvárosi Kohász KA  |
| 15  | Inter stânga    | Kinga Klivinyi            | 31 martie 1992         | 1,78 m   | 53       | 117    | FTC-Rail Cargo Hungaria |
| 16  | Portar          | Blanka Bíró               | 22 septembrie 1994     | 1,83 m   | 50       | 1      | FTC-Rail Cargo Hungaria |
| 18  | Extremă dreapta | Adrienn Orbán             | 1 octombrie 1986       | 1,68 m   | 39       | 64     | Kisvárdai KC            |
| 21  | Portar          | Éva Kiss                  | 10 iulie 1987          | 1,89 m   | 81       | 1      | Győri Audi ETO KC       |
| 30  | Centru          | Barbara Bognár            | 7 noiembrie 1987       | 1,76 m   | 10       | 7      | Budaörs Handball        |
| 33  | Inter dreapta   | Anna Kovács               | 24 octombrie 1991      | 1,73 m   | 33       | 98     | Debreceni VSC           |
| 34  | Pivot           | Rea Mészáros              | 14 aprilie 1994        | 1,72 m   | 40       | 8      | FTC-Rail Cargo Hungaria |
| 43  | Extremă stânga  | Anita Kazai               | 28 mai 1988            | 1,78 m   | 1        | 6      | Dunaújvárosi Kohász KA  |
| 42  | Inter dreapta   | Szimonetta Planéta        | 12 decembrie 1993      | 1,98 m   | 44       | 43     | Chambray Touraine HB    |
| 45  | Inter stânga    | Noémi Háfra               | 5 octombrie 1998       | 1,80 m   | 17       | 43     | FTC-Rail Cargo Hungaria |
| 61  | Portar          | Kinga Janurik             | 6 noiembrie 1991       | 1,76 m   | 25       | 1      | ÉRD                     |
| 66  | Extremă dreapta | Viktória Lukács           | 31 ianuarie 1995       | 1,69 m   | 30       | 50     | FTC-Rail Cargo Hungaria |
| 68  | Pivot           | Laura Szabó               | 19 noiembrie 1997      | 1,84 m   | 4        | 2      | ÉRD                     |
| 88  | Inter dreapta   | Nikolett Kiss             | 23 septembrie 1996     | 1,82 m   | 2        | 4      | ÉRD                     |
| 96  | Centru          | Gabriella Tóth            | 23 septembrie 1996     | 1,75 m   | 27       | 50     | ÉRD                     |
| 99  | Centru          | Rita Lakatos              | 6 iulie 1999           | 1,77 m   | 0        | 0      | Váci NKSE               |

## Grupa D

### Cehia
O echipă de 20 de jucătoare a fost anunțată pe 3 noiembrie 2018. Echipa finală a fost dezvăluită pe 26 noiembrie 2018. În grupele preliminare Veronika Mikulášková a înlocuit-o pe Michaela Konečná.
Antrenor principal:  Jan Bašný
Antrenor secund:  Kateřina Keclíková
Antrenor secund:  Jiří Mika
| Nr. | Post            | Nume                     | Data nașterii (vârsta) | Înălțime | Selecții | Goluri | Echipă                  |
| --- | --------------- | ------------------------ | ---------------------- | -------- | -------- | ------ | ----------------------- |
| 3   | Extremă dreapta | Jana Knedlíková          | 22 iunie 1989          | 1,67 m   | 95       | 207    | Győri Audi ETO KC       |
| 5   | Inter dreapta   | Sára Kovářová            | 9 februarie 1999       | 1,74 m   | 2        | 5      | DHK Baník Most          |
| 7   | Inter dreapta   | Helena Ryšánková         | 19 noiembrie 1992      | 1,75 m   | 40       | 57     | CS Minaur Baia Mare     |
| 8   | Pivot           | Michaela Konečná         | 6 iulie 1998           | 1,80 m   | 7        | 4      | DHC Sokol Poruba        |
| 9   | Extremă stânga  | Kristýna Mika            | 13 august 1987         | 1,63 m   | 131      | 171    | Achenheim Truchtersheim |
| 14  | Inter stânga    | Kamila Kordovská         | 4 decembrie 1997       | 1,79 m   | 39       | 81     | HSG Blomberg-Lippe      |
| 16  | Portar          | Lucie Satrapová          | 3 iulie 1989           | 1,83 m   | 101      | 2      | Paris 92                |
| 18  | Centru          | Iveta Luzumová (căpitan) | 3 aprilie 1989         | 1,76 m   | 101      | 423    | Thüringer HC            |
| 21  | Centru          | Veronika Mikulášková     | 16 octombrie 2000      | 1,72 m   | 2        | 3      | DHK Baník Most          |
| 25  | Inter stânga    | Jana Šustková            | 10 ianuarie 1998       | 1,77 m   | 4        | 2      | DHK Baník Most          |
| 27  | Pivot           | Petra Adámková           | 21 iunie 1991          | 1,70 m   | 59       | 75     | Frisch Auf Göppingen    |
| 28  | Centru          | Šárka Marčíková          | 12 martie 1992         | 1,76 m   | 49       | 34     | TV Nellingen            |
| 31  | Pivot           | Alena Šetelíková         | 22 august 1989         | 1,70 m   | 48       | 44     | Sokol Pisek             |
| 33  | Portar          | Petra Kudláčková         | 17 octombrie 1994      | 1,73 m   | 27       | 1      | Kristianstad Handboll   |
| 44  | Extremă dreapta | Dominika Zachová         | 4 iunie 1996           | 1,75 m   | 18       | 26     | DHK Baník Most          |
| 51  | Inter stânga    | Markéta Jeřábková        | 8 februarie 1996       | 1,74 m   | 44       | 176    | ÉRD                     |
| 67  | Extremă stânga  | Veronika Malá            | 6 mai 1994             | 1,70 m   | 50       | 131    | Paris 92                |

### Germania
Echipa a fost anunțată pe 7 noiembrie 2018. Kim Naidzinavicius a suferit o întindere de menisc și a ratat turneul final, fiind înlocuită de Mia Zschocke.
Antrenor principal:  Henk Groener
Antrenor secund:  Heike Horstmann
Antrenor cu portarii:  Debbie Klijn
| Nr. | Post            | Nume             | Data nașterii (vârsta) | Înălțime | Selecții | Goluri | Echipă             |
| --- | --------------- | ---------------- | ---------------------- | -------- | -------- | ------ | ------------------ |
| 2   | Extremă dreapta | Marlene Zapf     | 6 ianuarie 1990        | 1,70 m   | 67       | 157    | TuS Metzingen      |
| 3   | Extremă dreapta | Amelie Berger    | 22 iulie 1999          | 1,60 m   | 0        | 0      | Bayer Leverkusen   |
| 4   | Centru          | Alina Grijseels  | 12 aprilie 1996        | 1,74 m   | 7        | 9      | Borussia Dortmund  |
| 7   | Pivot           | Meike Schmelzer  | 19 iulie 1993          | 1,80 m   | 35       | 24     | Thüringer HC       |
| 11  | Inter stânga    | Xenia Smits      | 22 aprilie 1994        | 1,82 m   | 45       | 102    | Metz Handball      |
| 12  | Portar          | Dinah Eckerle    | 16 octombrie 1995      | 1,70 m   | 26       | 1      | SG BBM Bietigheim  |
| 13  | Pivot           | Julia Behnke     | 28 martie 1993         | 1,80 m   | 53       | 75     | TuS Metzingen      |
| 16  | Portar          | Isabell Roch     | 26 iulie 1990          | 1,77 m   | 6        | 0      | TuS Metzingen      |
| 18  | Centru          | Mia Zschocke     | 28 mai 1998            | 1,78 m   | 1        | 1      | Bayer Leverkusen   |
| 20  | Inter stânga    | Emily Bölk       | 26 aprilie 1998        | 1,82 m   | 29       | 71     | Thüringer HC       |
| 21  | Extremă stânga  | Ina Großmann     | 21 august 1990         | 1,70 m   | 7        | 12     | Thüringer HC       |
| 22  | Inter dreapta   | Maren Weigel     | 22 mai 1994            | 1,77 m   | 7        | 11     | TuS Metzingen      |
| 26  | Extremă stânga  | Angie Geschke    | 24 mai 1985            | 1,78 m   | 101      | 186    | VfL Oldenburg      |
| 28  | Extremă stânga  | Franziska Müller | 12 martie 1990         | 1,75 m   | 22       | 44     | HSG Blomberg-Lippe |
| 33  | Pivot           | Luisa Schulze    | 14 septembrie 1990     | 1,90 m   | 71       | 97     | SG BBM Bietigheim  |
| 37  | Inter dreapta   | Alicia Stolle    | 17 iunie 1996          | 1,82 m   | 29       | 30     | Thüringer HC       |

### Norvegia
Echipa a fost anunțată pe 6 noiembrie 2018. Pe 21 noiembrie, Silje Waade și Ingvild Bakkerud au fost incluse în echipa extinsă care a făcut deplasarea în Franța. Pe 26 noiembrie, Amanda Kurtović a fost retrasă din echipă în urma unei accidentări serioase la genunchi și a fost înlocuită cu Silje Waade, iar Moa Högdahl a fost inclusă în echipa extinsă. În grupele preliminare Camilla Herrem a înlocuit-o pe Thea Mørk după accidentarea acesteia.
Antrenor principal:  Thorir Hergeirsson
Antrenor secund:  Mia Hermansson Högdahl
Antrenor cu portarii:  Mats Olsson
| Nr. | Post                | Nume                           | Data nașterii (vârsta) | Înălțime | Selecții | Goluri | Echipă              |
| --- | ------------------- | ------------------------------ | ---------------------- | -------- | -------- | ------ | ------------------- |
| 2   | Inter stânga/Centru | Henny Reistad                  | 9 februarie 1999       | 1,80 m   | 0        | 0      | Vipers Kristiansand |
| 3   | Inter stânga        | Emilie Hegh Arntzen            | 1 ianuarie 1994        | 1,83 m   | 74       | 85     | Vipers Kristiansand |
| 4   | Inter stânga        | Veronica Kristiansen           | 10 iulie 1990          | 1,75 m   | 120      | 403    | Győri Audi ETO KC   |
| 6   | Pivot               | Heidi Løke                     | 12 decembrie 1982      | 1,73 m   | 191      | 705    | Storhamar HE        |
| 10  | Centru              | Stine Bredal Oftedal (căpitan) | 25 septembrie 1991     | 1,68 m   | 159      | 386    | Győri Audi ETO KC   |
| 11  | Extremă dreapta     | Malin Aune                     | 4 martie 1995          | 1,65 m   | 30       | 24     | Vipers Kristiansand |
| 12  | Portar              | Silje Solberg                  | 16 iunie 1990          | 1,78 m   | 116      | 1      | Siófok KC           |
| 13  | Pivot               | Kari Brattset                  | 15 februarie 1991      | 1,83 m   | 34       | 71     | Győri Audi ETO KC   |
| 15  | Inter dreapta       | Linn Jørum Sulland             | 15 iulie 1984          | 1,78 m   | 183      | 546    | Vipers Kristiansand |
| 16  | Portar              | Katrine Lunde                  | 30 martie 1980         | 1,80 m   | 286      | 3      | Vipers Kristiansand |
| 19  | Inter dreapta       | Moa Högdahl                    | 14 martie 1996         | 1,78 m   | 5        | 8      | Viborg HK           |
| 20  | Extremă dreapta     | Marit Røsberg Jacobsen         | 25 februarie 1994      | 1,69 m   | 34       | 63     | Team Esbjerg        |
| 21  | Inter stânga        | Ingvild Bakkerud               | 9 iulie 1995           | 1,87 m   | 6        | 7      | Odense Håndbold     |
| 23  | Extremă stânga      | Camilla Herrem                 | 8 octombrie 1986       | 1,67 m   | 223      | 600    | Sola HK             |
| 24  | Extremă stânga      | Sanna Solberg                  | 16 iunie 1990          | 1,78 m   | 117      | 209    | Team Esbjerg        |
| 25  | Extremă stânga      | Thea Mørk                      | 5 aprilie 1991         | 1,68 m   | 14       | 32     | København Håndbold  |
| 26  | Centru              | Marta Tomac                    | 20 septembrie 1990     | 1,79 m   | 40       | 42     | Vipers Kristiansand |
| 51  | Pivot               | Vilde Ingstad                  | 18 decembrie 1994      | 1,78 m   | 58       | 43     | Team Esbjerg        |

### România
O echipă preliminară de 28 de handbaliste a fost făcută publică pe 8 noiembrie 2018. O echipă de 17 jucătoare a fost anunțată pe 11 noiembrie 2018. Ana Maria Țicu a suferit o fractură la braț și a ratat turneul final. Accidentate și ele, Cristina Zamfir și Laura Pristăviță au fost înlocuite cu Anca Polocoșer și Mădălina Zamfirescu. În timpul turneului, Daniela Rațiu a înlocuit-o pe Mădălina Zamfirescu în grupele principale, Bianca Bazaliu a înlocuit-o pe Cristina Neagu după accidentarea acesteia, iar Mădălina Zamfirescu a înlocuit-o pe Anca Polocoșer în finală.
Antrenor principal:  Ambros Martín
Antrenor secund:  Horațiu Pașca
Antrenor cu portarii:  Jaume Fort Mauri
| Nr. | Post            | Nume                    | Data nașterii (vârsta) | Înălțime | Selecții | Goluri | Echipă              |
| --- | --------------- | ----------------------- | ---------------------- | -------- | -------- | ------ | ------------------- |
| 2   | Extremă dreapta | Aneta Udriștioiu        | 22 iunie 1989          | 1,65 m   | 44       | 51     | CSM București       |
| 5   | Inter dreapta   | Melinda Geiger          | 28 martie 1987         | 1,74 m   | 105      | 0      | Siófok KC           |
| 7   | Centru          | Eliza Buceschi          | 31 august 1993         | 1,77 m   | 67       | 178    | Corona Brașov       |
| 8   | Inter stânga    | Cristina Neagu          | 26 august 1988         | 1,80 m   | 181      | 728    | CSM București       |
| 11  | Inter stânga    | Gabriela Perianu        | 20 iunie 1994          | 1,87 m   | 46       | 51     | Siófok KC           |
| 13  | Centru          | Cristina Laslo          | 10 aprilie 1996        | 1,77 m   | 27       | 17     | ŽRK Budućnost       |
| 15  | Extremă stânga  | Valentina Ardean-Elisei | 5 iunie 1982           | 1,71 m   | 247      | 898    | CS Gloria 2018      |
| 16  | Portar          | Denisa Dedu             | 27 septembrie 1994     | 1,81 m   | 39       | 2      | Siófok KC           |
| 20  | Portar          | Iulia Dumanska          | 15 august 1996         | 1,78 m   | 26       | 0      | SCM Râmnicu Vâlcea  |
| 21  | Pivot           | Crina Pintea            | 3 aprilie 1990         | 1,92 m   | 60       | 71     | Paris 92            |
| 22  | Extremă stânga  | Cristina Florica        | 11 mai 1992            | 1,74 m   | 27       | 15     | SCM Râmnicu Vâlcea  |
| 24  | Pivot           | Daniela Rațiu           | 14 septembrie 1988     | 1,73 m   | 4        | 4      | CS Gloria 2018      |
| 26  | Inter stânga    | Anca Polocoșer          | 1 mai 1997             | 1,80 m   | 0        | 0      | CS Minaur Baia Mare |
| 27  | Pivot           | Raluca Băcăoanu         | 2 mai 1989             | 1,77 m   | 8        | 7      | SCM Râmnicu Vâlcea  |
| 31  | Centru          | Mădălina Zamfirescu     | 31 octombrie 1994      | 1,77 m   | 24       | 34     | Debreceni VSC       |
| 89  | Extremă dreapta | Laura Chiper            | 21 august 1989         | 1,73 m   | 73       | 0      | Corona Brașov       |
| 90  | Inter dreapta   | Ana Maria Savu          | 24 februarie 1990      | 1,86 m   | 24       | 29     | Kisvárdai KC        |
| 97  | Inter stânga    | Bianca Bazaliu          | 30 iulie 1997          | 1,83 m   | 5        | 2      | CSM București       |